# Albert Iten
Pour les articles homonymes, voir Iten.
Albert Iten, né le 27 mai 1962 à Zurich, est un coureur cycliste suisse.

## Biographie
Il a pratiqué le cyclo-cross et le VTT.
Il a remporté le titre de champion du monde de descente en 1991 ainsi que le titre de champion d'Europe de cross-country en 1994.

## Palmarès en cyclo-cross
- 1992-1993
  - 3e du championnat de Suisse

## Palmarès en VTT
- Champion du monde de descente : 1991
- Champion d'Europe de cross-country : 1994